# 全日本大学バスケットボール新人戦
全日本大学バスケットボール新人戦（ぜんにほんだいがくバスケットボールしんじんせん、通称：新人インカレ）は、毎年夏に行われる日本の大学バスケットボールの大会。

## 概要
全国規模の事業増加によるバスケットボールの普及・発展および新人世代の強化を目的として2022年に開始された。
各校の下級生（1・2年生、公式ではルーキーズと呼んでいる。）を対象とした大会であり、毎年7月上旬から中旬頃にかけて開催。各地区予選を勝ち抜いた24チームがリーグ戦とトーナメントでルーキーズ日本一を争う。3位決定戦も実施される。会場は基本的に国立代々木競技場第2体育館を中心とする関東圏のアリーナが使用されている。
初回となる2022年はプレ大会として開催され、2023年から改めて第1回として開催。
- 主催：全日本大学バスケットボール連盟
- 協賛：モルテン・アシックス・大塚製薬
- 主管：関東大学バスケットボール連盟・関東大学女子バスケットボール連盟（開催地の学連が主管する。）

- 出場枠（男女共通）

1. 各地区学連より1校ずつ9校推薦
2. 前年度1位から4位までの地区学連より1校ずつ4校推薦しシードされる
3. 開催地の地区学連より1校推薦
4. 残り男女10校の内訳は次の通り
  - 男子　北海道1・東北1・北信越0・関東3・東海1・関西2・中国1・四国0・九州1
  - 女子　北海道1・東北0・北信越1・関東3・東海1・関西2・中国1・四国0・九州1

## 歴代記録

### 男子
| 年   | 回   | 会場 | 優勝         | 決勝    | 準優勝       | 3位          | 4位          |
| ---- | ---- | ---- | ------------ | ------- | ------------ | ------------ | ------------ |
| 2022 | プレ | 東京 | 大東文化大学 | 70 - 54 | 日本体育大学 | 中京大学     | 日本大学     |
| 2023 | 1    | 東京 | 筑波大学     | 73 - 66 | 専修大学     | 日本大学     | 浜松学院大学 |
| 2024 | 2    | 札幌 | 中央大学     | 64 - 58 | 専修大学     | 日本体育大学 | 東海大学     |
| 2025 | 3    | 東京 | 日本経済大学 | 76 - 70 | 白鷗大学     | 明治大学     | 京都産業大学 |

### 女子
| 年   | 回   | 会場 | 優勝             | 決勝    | 準優勝           | 3位              | 4位          |
| ---- | ---- | ---- | ---------------- | ------- | ---------------- | ---------------- | ------------ |
| 2022 | プレ | 東京 | 白鷗大学         | 91 - 72 | 東京医療保健大学 | 大阪人間科学大学 | 東海大学九州 |
| 2023 | 1    | 東京 | 大阪体育大学     | 64 - 63 | 筑波大学         | 白鷗大学         | 山梨学院大学 |
| 2024 | 2    | 札幌 | 早稲田大学       | 85 - 80 | 大阪人間科学大学 | 日本経済大学     | 白鷗大学     |
| 2025 | 3    | 東京 | 東京医療保健大学 | 98 - 53 | 立教大学         | 拓殖大学         | 愛知学泉大学 |

## 放送について
- プレ大会はバスケットLIVEにて全試合配信。
- 第1回大会はUNIVAS plusにて全試合配信。